# Bomba atómica

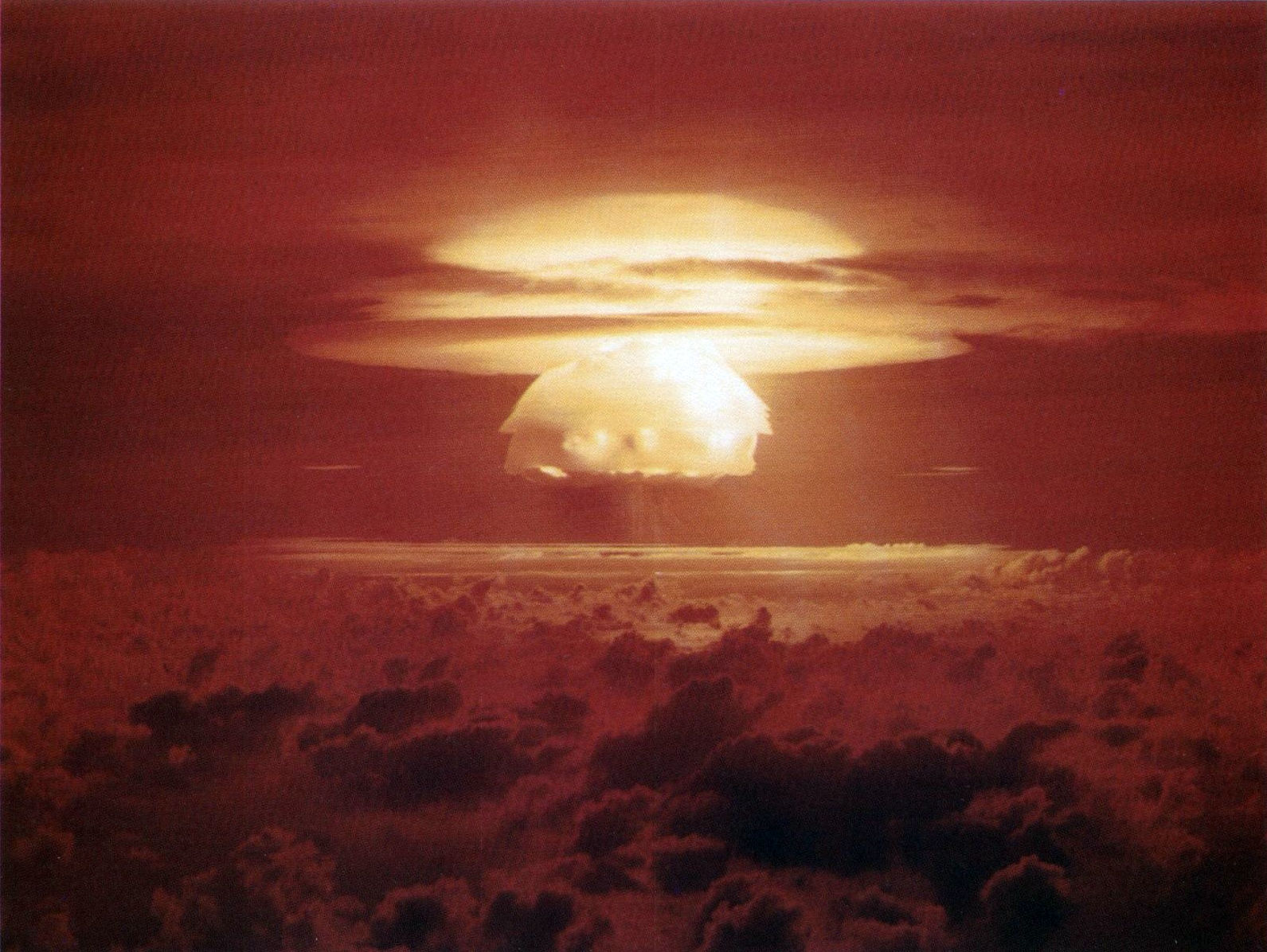
Explosión nuclear de la bomba estadounidense Castle Bravo

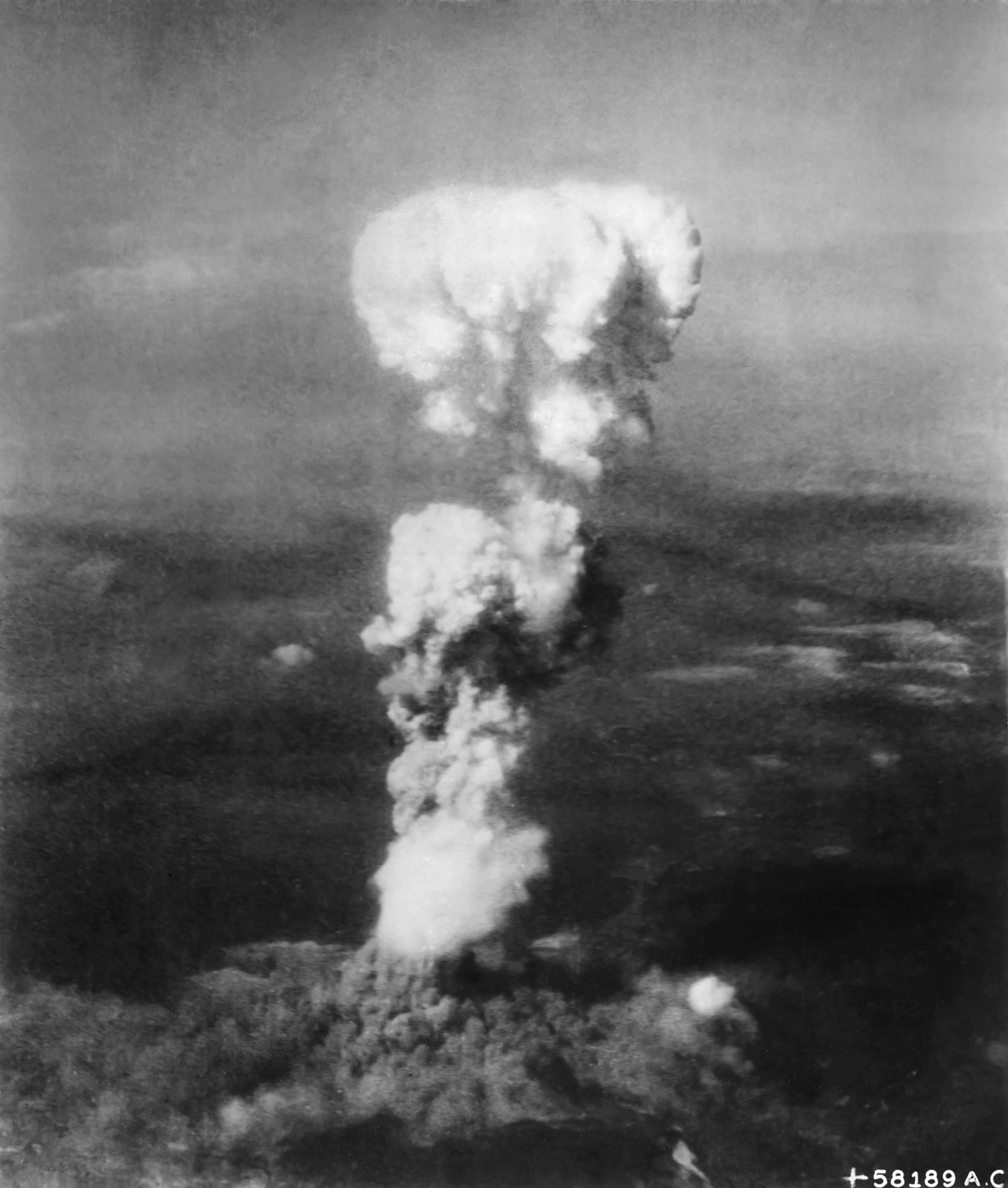
Nube de hongo de la bomba atómica de Hiroshima (Japón), a 18 kilómetros del hipocentro de la explosión, lanzada el (6 de agosto de 1945). A las 8.15 de la mañana.

Un arma nuclear o atómica es un explosivo de alto poder que utiliza la energía nuclear. Se encuentra entre las denominadas armas de destrucción masiva y produce una distintiva nube con forma de hongo cuando es detonada a poca altura sobre la superficie. Su radio de acción alcanza decenas o centenares de kilómetros a partir del punto de detonación.  Además, producen daños como contaminación radiactiva y, si fueran utilizadas a gran escala posiblemente el invierno nuclear. Las primeras bombas atómicas fueron desarrolladas por Estados Unidos durante la Segunda Guerra Mundial, en el contexto del Proyecto Manhattan, y es el único país que ha hecho uso de ella en combate (en 1945, contra las ciudades japonesas de Hiroshima y Nagasaki).
Las armas nucleares pueden ser bombas diseñadas para lanzarse desde un avión o misiles autopropulsados, que a su vez pueden ser misiles balísticos o misiles de crucero. Los misiles balísticos se clasifican como misil balístico de corto alcance, misil balístico de alcance medio, misil balístico de alcance intermedio, misil balístico intercontinental, misil balístico de lanzamiento submarino, o misil antibalístico. Los misiles de crucero pueden ser subsónicos, supersónicos o hipersónicos.

## Historia
La primera detonación nuclear fue la Prueba Trinity, realizada en la población de Alamogordo, Nuevo México, Estados Unidos el 16 de julio de 1945, como parte experimental del Proyecto Manhattan. Poco tiempo después otras dos bombas atómicas de uranio y de plutonio fueron detonadas, respectivamente, sobre las ciudades de Hiroshima y Nagasaki, Japón, provocando alrededor de 200 mil muertos. Esto provocó un gran impacto en Japón y aceleró su rendición incondicional, dando así fin a la Segunda Guerra Mundial en el Teatro del Pacífico. Algunos autores señalan que el ataque atómico a Japón también tenía la intención de mostrar a la URSS la nueva arma con la que contaba los Estados Unidos. 
Las armas nucleares tuvieron su auge con la carrera de armamentos y las pruebas nucleares de la Guerra Fría. A fines de la década de 1960, se lograron los primeros límites a la proliferación con el Tratado de No Proliferación de Armas Nucleares y los Acuerdos SALT. Posteriormente, surgió el problema del posible uso con fines terroristas, a principios de siglo XXI.

## Tecnología de las armas nucleares

### Bomba de uranio

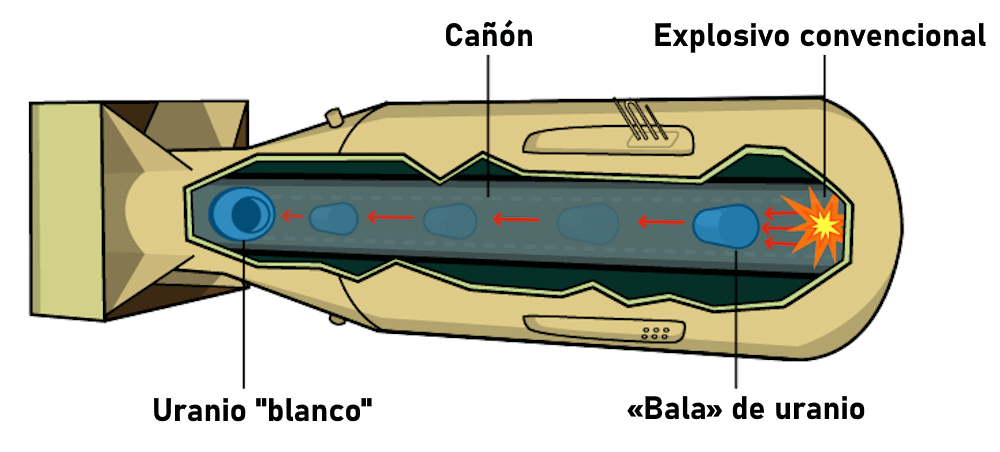
Arma de tipo nuclear

En este caso, a una masa de uranio altamente enriquecido, llamada "subcrítica", se le añade una cantidad del mismo elemento químico para conseguir una "masa crítica" que comienza a fisionar por sí misma. Al mismo tiempo se le añaden otros elementos, que potencian la creación de neutrones libres, acelerando la reacción en cadena, que se hace "sostenida", provocando la destrucción de un área determinada por la onda de choque mecánica, la onda térmica y la radiactividad.
Se necesitarían 52 kg de U-235 o 16 kg de U-233 para alcanzar la criticidad. La bomba entera tiene una masa en torno a una tonelada y mide dos metros y medio de longitud. Es capaz de liberar entre 10 y 25 kt (Kilotones). Esta fue el tipo de bomba lanzada en Hiroshima, «Little Boy». Hoy en día se les considera poco más que demostradores de tecnología, porque su gran tamaño los hace difícilmente militarizables. Fue la bomba que desarrollaron los sudafricanos. Se denominan "bomba atómica de generación cero" o "bomba A".

### Bomba de plutonio
El arma de plutonio tiene un diseño más complicado. La masa fisionable se rodea de explosivos plásticos convencionales, como el RDX, especialmente diseñados para comprimir el metal, de forma que una bola de plutonio del tamaño de una pelota de tenis se reduce casi al instante al tamaño de una canica, aumentando notablemente la densidad del material, que entra instantáneamente en una reacción en cadena de fisión nuclear descontrolada, provocando la explosión y la destrucción total dentro de un perímetro limitado, además de que el entorno circundante se vuelva altamente radiactivo, dejando secuelas graves en el organismo de cualquier ser vivo.[cita requerida] La mejor configuración geométrica (al menos hasta las armas de 6 ª generación) es la esfera, donde se necesitarían 9-10 kg de Pu-239 para lograr la criticidad.
Hasta la quinta generación, básicamente la construcción consistía en introducir algo más de 9 kg de Plutonio en una "esfera desmontada", normalmente dividida en secciones más pequeñas que por sí solas no tienen ni masa ni geometría adecuada para alcanzar la criticidad. Cuando se activa la bomba, se disparan dichas secciones simultáneamente contra un punto determinado, donde colapsan formando una esfera que sí tiene masa y geometría suficientes para alcanzar la criticidad. A continuación se detona una capa de explosivos convencionales, que`producen una  onda de choque de gran velocidad (superior a 8000 m/s) y alta simetría esférica (mezclas de RDX/TNT o nitrato de urea, por ejemplo). Por implosión, comprimen aún más la esfera (logrando un estado de hipercriticidad, al incrementar el factor temperatura/densidad) y la mantienen unida durante la liberación de energía de las primeras "reduplicaciones" de la reacción en cadena (si no fuera así, la primera liberación de energía desarmaría la esfera e interrumpiría el proceso).
Los principales problemas en el diseño de este tipo de arma, están relacionados con los tiempos de inserción y, en el caso de la fisión por implosión, con la sincronización de los disparos (han de ser estrictamente simultáneos para que no se desequilibre el sistema).

#### Generaciones
- 1.ª generación ("bomba A"): Dispositivos experimentales de fisión por implosión de plutonio, también de una masa en torno a una tonelada, capaces de liberar entre 10 y 45 kt. Esta fue la primera bomba que detonó en el desierto de Nuevo México ("Gadget"), así como la bomba de Nagasaki ("Fat Man") y la primera rusa, "Joe-1". Mucho más versátiles que las de fisión por disparo, especialmente en lo que se refiere a manipular la hidrodinámica de la radiación, constituyen la base de todas las armas nucleares modernas. Su tecnología es de los años 1930-40, la cual requiere un importante apoyo de electrónica y química compleja.

- 2.ª generación: Dispositivos mejorados de fisión por implosión de plutonio, en particular en lo referente a la geometría de la bomba y a la miniaturización de la electrónica. Se pueden obtener rendimientos de más de 200 kt con pesos y dimensiones razonablemente reducidos, lo que permite militarizarlos más fácilmente y trabajar aún más con la hidrodinámica de la radiación, abriendo así paso a las siguientes generaciones. Esta tecnología data de la década de 1940, y se cree que es la que utiliza Pakistán. Una de sus pruebas en Chagai fue, en principio, del tipo "fission-boosted", pero liberó muy poca potencia. Corea del Norte, al parecer, se encontraría en esta generación y en avance hacia la siguiente, aunque sus esfuerzos parecen enfocados más en reducir el tamaño de sus dispositivos nucleares a fin de usarlos en misiles balísticos más que en aumentar la potencia. De hecho, sus pruebas nucleares se han caracterizado por su escasa potencia hasta el momento. Irán, si finalmente entrase en el club nuclear, lo haría probablemente siguiendo las estrategias
- 3.ª generación (fission-boosted): Aquí básicamente faltan los conocimientos y el refinamiento suficientes para construir una bomba termonuclear, pero se dispone de deuterio y tritio (isótopos del hidrógeno) de litio-6 y litio-7 suficientemente purificados. Se rodea la carga de fisión con estos isótopos ligeros y se confía en que el primer pulso de rayos X provoque un cierto grado de fusión de los mismos. Permite fabricar explosivos en torno a medio megatón con un peso y tamaño aún aptos para ser militarizables con facilidad. Esta tecnología data de los años 1940-50. En este nivel se supone que está Israel (avanzando rápidamente hacia la cuarta generación, si es que no ha llegado ya). Mordejái Vanunu, que ha estado 18 años en prisión por dar a conocer al mundo el programa militar israelí, declara que desde hace varios años ya estaban trabajando en ello.

### Procesado del uranio y plutonio
En torno al 98 % de los átomos de uranio que existen en la biosfera tiene un peso atómico de 238, mientras que el 1 % remanente contiene el isótopo 235, por lo que se requiere separarlo físicamente para reunir las cantidades necesarias para sostener una reacción nuclear en cadena, ya que solamente el uranio-235 es el isótopo fisible. La separación de ambos isótopos exige procesos extensos, complicados y costosos. El enriquecimiento que se llevó a cabo en el Proyecto Manhattan usó dos mecanismos: la separación electromagnética en un Calutrón, y la difusión gaseosa.
El elevado costo y el tedioso proceso del enriquecimiento de uranio alentó a los científicos a buscar otro combustible para la fabricación de artefactos nucleares. Descubrieron otro material, el plutonio 239, que se produce al bombardear neutrones lentos sobre el uranio 238 en un reactor, convirtiéndolo en el elemento más pesado. Luego de esto, el plutonio se retira de los subproductos radiactivos del uranio y se envía a una planta de reprocesamiento.
La obtención de un solo kilogramo de uranio implica la extracción de más de un millón de kilos de mineral de uranio, puesto que una tonelada de este mineral solo concentra algunos gramos de uranio. El procesado del uranio implica la lixiviación con ácido del mineral de uranio triturado, lo que da lugar a un aglutinado seco, purificado, calificado como pastel amarillo. En el proceso, se producen metales pesados tóxicos y radiactivos (torio y radio), derivados de la trituración, que tienen que ser debidamente estabilizados. El denominado "pastel amarillo" se trata en diversas plantas que completan su idoneidad para sus distintas aplicaciones. En las plantas de enriquecimiento se lleva a cabo un procedimiento meticuloso que aparta el uranio 235 del más pesado y abundante uranio 238.

### Bomba termonuclear

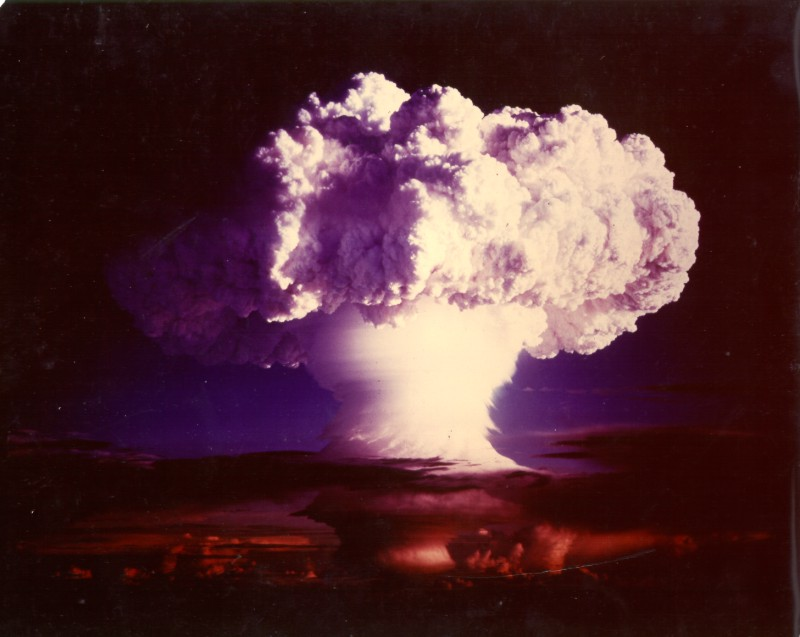
Explosión de la bomba termonuclear Ivy Mike (1 de noviembre de 1952). Las bombas termonucleares se han convertido en las armas más destructivas de la historia, siendo varias veces más poderosas que las bombas de fisión convencionales como las de Hiroshima y Nagasaki.

La bomba de hidrógeno o bomba H, también conocida como bomba térmica de fusión o bomba termonuclear, se basa en la obtención de la energía desprendida al fusionarse dos núcleos atómicos, más poderosa que la fisión usada en las primeras bombas atómicas.[cita requerida]
Para iniciar este tipo de reacción en cadena es necesario un gran aporte de energía, por lo que todas las bombas de fusión contienen un elemento llamado iniciador o primario, que es una bomba atómica de fisión que produce la detonación inicial de la bomba principal; a los elementos que componen la parte fusionable de la bomba (deuterio, tritio, litio, etc.) se los conoce como secundarios.[cita requerida]
Las bombas llamadas termonucleares o bombas de hidrógeno no son bombas de fusión pura, sino bombas de fisión/fusión/fisión. La detonación del artefacto primario de fisión produce la reacción de fusión, como la descrita, cuyo propósito es generar neutrones de alta velocidad, que, a su vez, producen la fisión del (235U, 239Pu o incluso 238U) que forma parte del secundario.[cita requerida]
Las reacciones de fusión nuclear utilizables son, en este orden:
1. {\displaystyle {}^{2}\mathrm {H(D)} +{}^{3}\mathrm {H(T)} \rightarrow {}^{4}\mathrm {He} +\mathrm {n} +17,588\ \mathrm {MeV} }
2. {\displaystyle \mathrm {D+D\rightarrow {}^{3}He+n+3,268\ MeV} }
3. {\displaystyle \mathrm {D+D\rightarrow T+p+4,03\ MeV} }
4. {\displaystyle \mathrm {{}^{3}He+D\rightarrow {}^{4}He+p+18,34\ MeV} } Ésta es la reacción nuclear más energética de todo el Universo.
5. {\displaystyle \mathrm {{}^{6}Li+n\rightarrow T+{}^{4}He+4,78\ MeV} }
6. {\displaystyle \mathrm {{}^{7}Li+n+2,47\ MeV\rightarrow T+{}^{4}He} } Reacción que consume energía.

Fusión del hidrógeno pesado (deuterio) y del tritio, utilizados en las bombas

Se descubrió que en un recipiente que contuviera los isótopos del hidrógeno deuterio (2H) y tritio (3H), y litio (en sus isótopos 6Li y 7Li) se podría generar mediante fusión una serie de reacciones en serie, como por ejemplo D + D -> 3H + D -> 4He o D + T -> neutrón + 6Li -> 4He + T que a su vez D + T, etc., liberando gran cantidad de energía en cada uno de los pasos (excepto la reacción 6, que consume energía, pero sirve para generar más tritio) hasta reducirse al isótopo estable del helio, He-4 y una gran cantidad de neutrones. Las dos últimas no son reacciones estrictamente de fusión, sino más bien neutrónicas.
Para que estas reacciones de fusión comiencen, hace falta inicialmente contar con una muy alta temperatura, del orden de 20 millones Kelvin (que se puede obtener a base de radiación infrarroja pura o de combinaciones infrarrojo/presión/radiación de otros tipos).
Un inconveniente del tritio es su rápido decaimiento radiactivo, por lo que desde el punto de vista militar no es adecuado (ya que después de un corto tiempo se pierde el material combustible), así que se siguió la vía de la reacción deuterio + deuterio en presencia de litio (para que el tritio se vaya formando durante el proceso), utilizando solo un poco de tritio al principio como combustible inicial, para comenzar la reacción.
La primera bomba de este tipo fue detonada en Enewetak (atolón de las Islas Marshall) el 1 de noviembre de 1952, durante la prueba Ivy Mike, con marcados efectos en el ecosistema de la región. La temperatura alcanzada en la «zona cero» (lugar de la explosión) fue de más de 15 millones de grados, tan caliente como el núcleo del Sol, por unas fracciones de segundo.[cita requerida]

#### Generaciones
- 4.ª generación: Termonuclear (bomba de fusión o «bomba H»). Requiere un manejo extremadamente afinado de la física, química y la metalurgia especial, se debe disponer de técnicas de ultrapurificación de tritio, deuterio, litio-6 y litio-7, y se debe disponer de dispositivos de fisión lo bastante pequeños y versátiles como para utilizar una pequeña bomba A (llamada «primario») para «encender la mecha» de un contenedor de isótopos livianos que fusionan (llamado «secundario»): la misma reacción que se produce en las estrellas. En principio, no existe límite teórico sobre lo que se puede lograr con esta tecnología. Los rusos llegaron a hacer una demostración que llegaba a 100 MT, la Bomba del Zar (aunque en la prueba la rebajaron a 50, con el fin de hacer otras pruebas de física de alta energía, así como evitar la lluvia radiactiva masiva que se hubiese producido). Con esta tecnología se fabricaron las grandes bombas multimegatónicas de la Guerra Fría. Cuatro armas de estas características cayeron sobre España en 1966 durante el incidente de Palomares. Esta tecnología data de los años 1950-60. En esta etapa estaría, quizás, la India.

- 5.ª generación: Es un paso más en el refinamiento de la física y los diseños versátiles. El resultado son las bombas termonucleares de tamaño y masa reducidos (pueden contener un ingenio de medio megatón en algo poco más grande que un termo de café con una pelota de fútbol encima, que viene a pesar unos 60 kg), y derivados de gran versatilidad: bomba de neutrones, de radiación residual reducida, de radiación térmica incrementada, de rayos X, de rayos ultravioleta, de fisión-fusión-fisión (no confundir con la "bomba sucia"), de pulso electromagnético incrementado, de hidrodinámica fluctuante, etc. Es decir, dispositivos pequeños y adaptados para cada necesidad específica, casi todos ellos termonucleares. Esta tecnología data de los años 1970-80. China, que detonó su primera bomba de neutrones en 1988,[7] estaría plenamente en esta generación. Francia se acercaría rápidamente hacia la 6.ª (las nuevas ojivas para el M51 probablemente sean como mínimo «quinta y media»), seguida de cerca por los ingleses (que deben andar por la «quinta y cuarto»). Si Japón, Alemania, Holanda, Canadá o Suecia decidieran entrar al club, lo harían entre la generación 3,8 y la 5,1 aproximadamente.

- 6.ª generación: Se utilizan cargas termonucleares de tamaño hiperreducido con geometrías complejas (que por ejemplo reducen la cantidad de plutonio en el primario de 9 kg a escasamente 4 kg), fuentes neutrónicas miniaturizadas, lentes de no-materia, ausencia de pusher/tamper y centelleador de geometría avanzada, con solo unos cientos de gramos de plutonio. Se trata de armas típicamente de potencias no muy altas, suficientes dada la elevada precisión de los misiles modernos. De todas formas, la potencia es variable y puede ser reprogramada antes del lanzamiento entre décimas de kilotón y varios megatones. Se utilizan diseños con plásticos, composites y cerámicas en vez de metales y con geometrías especiales para contribuir a la "invisibilidad" (furtividad) del vehículo de reentrada en la atmósfera. Todo ello manteniendo la versatilidad de derivados que ya vimos en la quinta. Esta tecnología data de los años 1990. A este nivel solo llegan, actualmente, los Estados Unidos, Rusia y, probablemente y en cierto grado, China.

### Bomba de neutrones

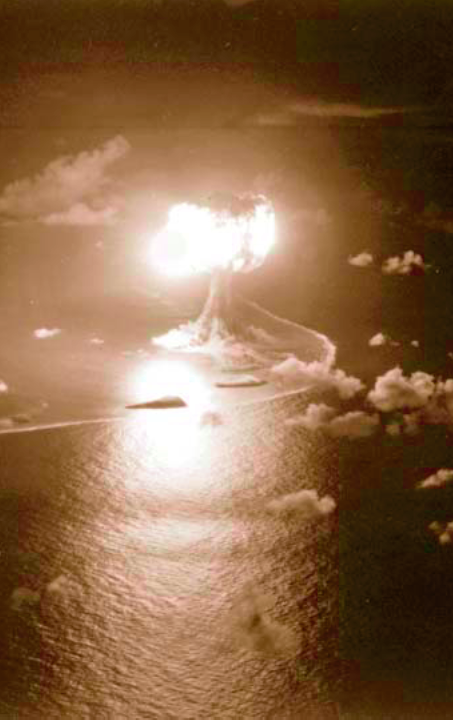
Detonación de una bomba atómica el 15 de abril de 1948 en el atolón de Eniwetok, concretamente la prueba X-Ray comprendida en la Operación Sandstone.

La bomba de neutrones, también llamada bomba N, una bomba de radiación directa incrementada o bomba de radiación forzada, es un arma nuclear derivada de la bomba H que los Estados Unidos comenzaron a desplegar a finales de los años setenta. En las bombas H, normalmente menos del 25 % de la energía liberada se obtiene por fusión nuclear y el otro 75 % por fisión. En la bomba de neutrones se consigue hacer bajar el porcentaje de energía obtenida por fisión a menos del 50 %, e incluso se ha llegado a hacerlo tan bajo como un 5 % y el resto es por la fusión nuclear.[cita requerida]
En consecuencia, se obtiene una bomba, que para una determinada magnitud de onda expansiva y pulso térmico produce una proporción de radiaciones ionizantes (radiactividad) hasta siete veces mayor que las de una bomba H, fundamentalmente rayos X y gamma de alta penetración durante pocos segundos. En segundo lugar, buena parte de esta radiactividad es de mucha menor duración (menos de 48 horas) que la que se puede esperar de una bomba de fisión convencional.[cita requerida]
Las consecuencias prácticas son que al detonar una bomba N se produce poca destrucción de estructuras y edificios, pero mucha afectación y muerte de los seres vivos por la radiación, incluso aunque estos se encuentren dentro de vehículos o instalaciones blindadas o acorazadas. Por esto se ha incluido a estas bombas en la categoría de armas tácticas, pues permiten la continuación de operaciones militares en el área por parte de unidades dotadas de protección (ABQ).[cita requerida]

### HEMP
La mayor parte de la energía de una detonación nuclear (cerca del 80 %) se libera en forma de rayos X y de gamma. La radiación gamma es una forma de energía ionizante de onda ultracorta, extremadamente penetrante y capaz de recorrer largas distancias. Si la bomba explota dentro de la atmósfera terrestre, la radiación gamma interactúa rápidamente con el aire circundante, consumiéndose enseguida (aun así, puede ser lo bastante potente como para irradiar a varios kilómetros a la redonda, contribuir a la onda de choque termocinética y producir un pulso electromagnético zonal). Pero si explota en el vacío o casi vacío, a altitudes superiores a 30 km, viaja inmutable por el espacio, alejándose radialmente del punto de detonación. Cuando alcanza las capas exteriores de la atmósfera las "ilumina" (semejante a una linterna iluminando una esfera), describiendo un "área de deposición" (el círculo de luz formado por el haz de la linterna en nuestra esfera). Si se aleja el punto de detonación se observa un área mayor en la esfera, pero con menos intensidad (en función de la ecuación de campo, inversamente proporcional al cuadrado de la distancia). Una sencilla ecuación de geometría esférica permite determinar el radio de esta "área de deposición":[cita requerida]
{\displaystyle r=r_{t}\arccos {\frac {r_{t}}{r_{t}+h}}}
Donde:
- {\displaystyle r:} Radio
- {\displaystyle r_{t}:} Radio de la Tierra
- {\displaystyle h:} Altura de detonación

Es decir, si la detonación se produce a 100 m de altitud el radio de la zona afectada por los rayos gamma es de 1121 km, si se produce a 300 m el radio es de 1920 km y si se produce a 500 m el radio es de 2450 km. Si se trazan círculos sobre un mapa del mundo, se puede observar que los EE. UU. continentales, Europa entera, todo Japón, toda Rusia Occidental queda cubierta por la zona de deposición de los rayos gamma que entran en contacto con las capas exteriores de la atmósfera terrestre. A 500 m de altura, cubre todo un continente.
A partir de 700 m aproximadamente la "iluminación" es demasiado débil para producir el efecto que se describe a continuación (al alejarse demasiado la intensidad por unidad de superficie se hace muy débil). Hasta los 600-700 m, es posible producir los efectos buscados.
Los rayos gamma, viajando a la velocidad de la luz, entran en contacto con las moléculas presentes en los límites de la atmósfera terrestre. El resultado es que se produce un fenómeno conocido como "fragmentación Compton de electrones". Parte de la energía del rayo gamma se transfiere a los electrones de estas moléculas, los arranca y los proyecta hacia abajo a velocidades próximas a la de la luz. Como consecuencia, un electrón rápido y un rayo gamma debilitado viajan hacia la superficie. O mejor dicho, en realidad tenemos trillones de ellos, en toda la extensión de la zona "iluminada" por la radiación gamma.
Pero la Tierra está envuelta en un campo magnético (que explica fenómenos como el funcionamiento de las brújulas y las auroras boreales), lo cual implica que estos trillones de electrones viajando a velocidades próximas a las de la luz son capturados por las líneas de este campo geomagnético (la misma clase de líneas que vemos cuando acercamos un imán a limaduras de hierro) y comienzan a viajar en espiral por las mismas.
Cuando un montón de electrones giran alrededor de un eje, se crea un generador electromagnético. Es el mismo principio que hace funcionar a un alternador de coche convencional. Con la diferencia de que este "alternador" tiene el tamaño de un continente, y su "rotor", en vez de girar a unas cuantas rpm, gira a velocidades próximas a las de la luz.
Los electrones ceden su energía muy rápidamente, en solo unos centenares de nanosegundos. Pero es suficiente como para que el resultado sea un gran pulso electromagnético, que puede alcanzar los 50 000 V/m y cubrir todo el espectro desde 100 Hz hasta varios GHz. Es tan potente que genera pequeñas auroras boreales, y por eso se le llama "la bomba del arco iris" aunque su nombre técnico sea HEMP (high-altitude electromagnetic pulse, y también significa cáñamo en inglés). El aire se "carga" con esta tensión y dado que la electricidad debe estar continuamente en movimiento, necesita algún sitio donde ir, en este caso a tierra, en cuya superficie hay multitud de antenas, líneas de alta tensión, tendidos telefónicos, miles de kilómetros de pistas dentro de los microchips, antenas de televisión, de radar, de telefonía móvil y de telecomunicaciones, todo ello actuando como pararrayos.
El resultado final es que se induce un potente pulso electromagnético en todos los circuitos eléctricos y electrónicos que estén en área de deposición y no se encuentren protegidos por una Jaula de Faraday. No olvidemos que esta área tiene el tamaño del continente entero.
Las consecuencias son que la mayor parte de los circuitos electrónicos alcanzados por el pulso y una buena parte de los subsistemas eléctricos asociados a las grandes líneas se queman instantáneamente. Los circuitos transistorizados de alta integración son particularmente débiles a este respecto (se queman las junturas entre Silicio tipo P y N, tanto en transistores NPN como PNP, básicamente por transmigración de materia), si bien por otra parte llevan protecciones contra la contaminación electromagnética autoinducida. El IEEE ha documentado que los circuitos transistorizados actuales —integrados o no— dejan de operar con pulsos de 1000 V/m y resultan destruidos con pulsos superiores a 4000 V/m (incluso si están apagados y desconectados de la red). Eso significa que a 10 000, 20 000, 50 000 V/m todos los circuitos transistorizados, incluidos los microchips, quedan instantáneamente destruidos a menos que se hallen en una Jaula de Faraday sin fisuras. Todo lo que se comporte como una antena (antenas reales, líneas eléctricas y de telefonía) absorben enormes cantidades de esta energía y la inducen en sus circuitos vecinos (SGEMP = system-generated electromagnetic pulse). Las antenas de alta ganancia (radares, telefonía celular, "platos" de satélite) se ponen al rojo vivo y explotan. A las de baja ganancia (líneas eléctricas y telefónicas, antenas de TV y radio, etc.) es como si les hubiese caído un rayo encima.
Aunque se supone que en las centrales eléctricas y telefónicas hay protecciones contra los rayos, el comportamiento de un pulso electromagnético (muy rápido) y de un rayo (mucho más lento) es distinto. La mayoría de estos sistemas de protección contra los rayos no "cortan" a tiempo. De hecho, el pulso electromagnético inducido "entra a la carrera" por estas protecciones antes de que "corten" y alcanza la circuitería interna de la central eléctrica, de la estación de transformación o subtransformación, de la central telefónica y de cualquier lugar similar.
Al final del recorrido, que puede durar un microsegundo en total, la casi totalidad de los dispositivos eléctricos y electrónicos desprotegidos del área afectada (todos los civiles y una buena parte de los militares) están inoperativos y generalmente dañados más allá de toda posible reparación.
Basta una sola bomba (en el rango del megatón) y un solo cohete (capaz de transportarla a 500 km de altura, básicamente cualquier ICBM, o un cohete espacial) para conseguir este efecto.

### Zonas de sombra
Los rayos gamma debilitados que sobraron después de causar el HEMP, tanto si es en una explosión exoatmosférica como si es en una explosión endoatmosférica, tras interactuar con los átomos del aire, mantienen energía suficiente como para producir una potentísima ionización atmosférica, que puede durar de varias horas a varios días.
Esta ionización, cuyo comportamiento es caótico y no previsible mediante modelos computacionales, causa la completa perturbación de las señales electromagnéticas (radar, radio, TV, etc), y con mucha frecuencia, la creación de "zonas de sombra" a través de las cuales estas señales no son capaces de circular. Es como si se pusiera un "tapón" a los equipos que utilizan este tipo de tecnologías. Es decir: tanto los radares como otro tipo de sensores (de banda infrarroja o ultravioleta) dejan de "ver" a través de la zona de ionización tan pronto como se produce la detonación, exo o endoatmosférica, y las comunicaciones de radio (incluyendo TV, etc) se cortan.
Este efecto se ha observado, al igual que el EMP, en todas las pruebas nucleares realizadas hasta la actualidad. Su duración media viene a estar en torno a ocho horas, aunque puede ser tan baja como unos segundos y tan alta como una semana.

### Bombardeo del cinturón de Van Allen
Los satélites se hallan entre los primeros blancos posibles en una guerra nuclear, pero debido a su elevado costo las armas antisatélite son pocas y raras. Los estadounidenses disponen de algunos misiles antisatélite lanzados desde aviones, relativamente económicos pero cuya efectividad se reduce a los satélites de órbita ultrabaja.
Se ha postulado la "denegación satelital" mediante el llamado "bombeo de los cinturones de Van Allen". Aunque los cinturones de Van Allen son un fenómeno natural, estadounidenses y soviéticos se acusaron de crear el cinturón exterior con las pruebas nucleares.
En 1962, durante las pruebas norteamericanas de gran altitud Starfish Prime, una de las bombas, una termonuclear de 1,5 megatones, explotó dentro del cinturón interior. A lo largo de las siguientes horas, tres satélites de órbita ecuatorial, y posiblemente hasta siete, quedaron fuera de servicio. Este fenómeno fue observado tanto por los estadounidenses como por los rusos (un satélite era suyo y por eso al año siguiente se firmaban los Tratados de Prohibición de Pruebas Nucleares en el Espacio). El efecto de las pruebas Starfish Prime sobre los cinturones de Van Allen duró hasta principios de los años '70, encareciendo significativamente la construcción de satélites. Los teóricos se pusieron a trabajar enseguida, porque el efecto era prometedor.
En el vulgarmente llamado "bombeo de los cinturones de Van Allen" (van Allen pumping), y más técnicamente "inserción de partículas relativistas en los cinturones de Van Allen", los electrones energéticos que se liberan masivamente durante los procesos de la fisión "activan" los protones del cinturón interior, aumentando su energía en varios órdenes de magnitud durante un periodo que puede oscilar entre meses e incluso años. Los satélites que circulan en el interior de este cinturón (la mayoría) se ven afectados por unos niveles de radiación muy superiores a los habituales, y como consecuencia se degradan rápidamente (reduciéndose su vida útil a incluso unas pocas horas). Los estudios HAARP, famosos porque los pseudocientíficos creían que se trataba de trabajos para alterar el clima, se desarrollan precisamente para analizar estos efectos, al igual que los mucho más desconocidos HALEOS, o el soviético PAMIR-3, y su sucesor el SCALAR-3 ruso.
La mayoría de satélites modernos llevan importantes protecciones contra la radiación cósmica, incluida la de los cinturones de Van Allen, pero es dudoso que lograran sobrevivir más allá de unos días frente a índices de radiación tan altos. Dado que se trata de un arma de denegación (daña los satélites de todos) lo más probable es que fuera utilizada por la parte débil en un conflicto asimétrico, o bien en el contexto de una guerra termonuclear total, o como daño colateral de un ataque HEMP. Las principales redes satelitales, civiles y militares se verían afectadas.

### Combinación con otras armas
Los misiles de crucero polivalentes, comúnmente llamadas armas binarias o de "doble uso", pueden incorporar tanto ojivas nucleares como otras armas de destrucción masiva: biológicas (ejemplo típico: ántrax o carbunco), radiológicas (ejemplo típico: bomba de neutrones) y químicas (ejemplo típico: napalm, —palmitato de sodio + combustible—). Se componen siempre de dos agentes aislados entre ellos, pero que cuando estalla la bomba se unen provocando la destrucción y contaminación de un área determinada. Normalmente estos misiles son ideados para misiones tácticas, que solo influirían en una determinada zona, pero también podrían utilizarse con fines estratégicos dotándolos con  ojivas de NBQR o genéricamente WMD.

## Potencias nucleares

### Estados Unidos

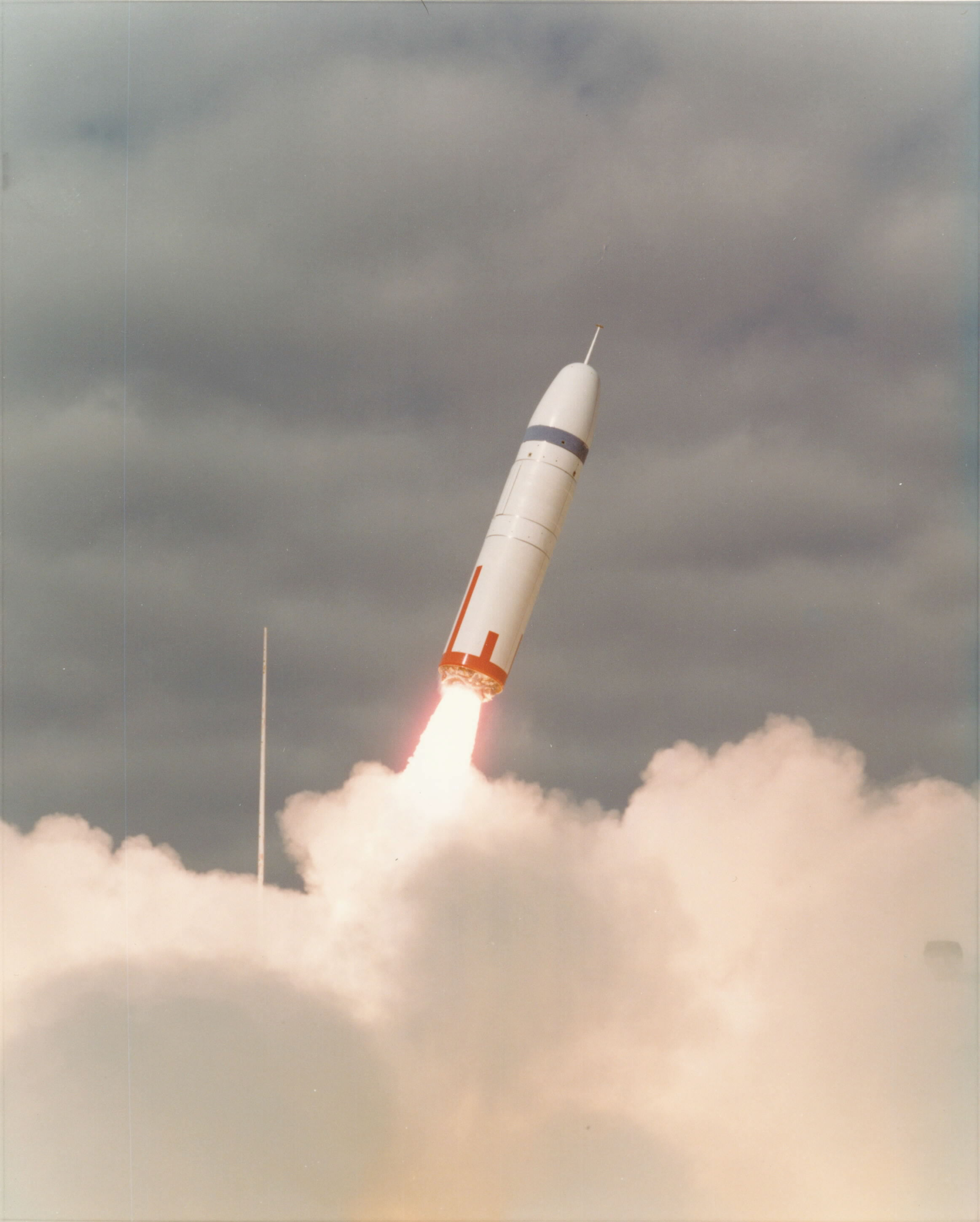
Misil Trident lanzado desde Cabo Cañaveral el 18 de enero de 1977

EE. UU. es el único país que ha utilizado alguna vez armas nucleares en la práctica, contra las ciudades japonesas de Hiroshima y Nagasaki (6 y 9 de agosto de 1945). Dispone actualmente de 534 misiles balísticos intercontinentales (ICBM) de los modelos LGM-30 Minuteman y Peacekeeper; 432 misiles balísticos de lanzamiento submarino (SLBM) Trident C4 y D5 (desplegados en los 17 submarinos clase Ohio); y aproximadamente dos centenares de bombarderos nucleares de largo alcance B-52, B-1, entre los que se cuentan 16 "invisibles" del tipo B-2. El total de ojivas nucleares desplegadas podría oscilar, según fuentes, entre 5000 y 10 000. Con la llegada al poder de Donald Trump, los Estados Unidos van a invertir USD 58 000 millones, un 30% más del presupuesto asignado para la Defensa para el año fiscal 2017, el 48% de los cuales será destinado a modernizar el arsenal nuclear estadounidense y a ampliarlo, temeroso de la gran expansión nuclear y armamentística que ha logrado su rival eterna Rusia en la última década, a pesar de las supuestas "amistades peligrosas" con el presidente ruso Vladímir Putin (Guerra Fría 2.0).
El diseño de la primera bomba H fue realizado por Stanislaw Ulam y Edward Teller. El diseño Teller-Ulam (que es como ha pasado a la Historia) consiste en un contenedor cilíndrico de plomo (para protección biológica) conteniendo:
- En un extremo, se ubica una bomba atómica de fisión por implosión de Plutonio, de poca potencia. A esta bomba A se le llama "primario" y actúa, como hemos visto, de detonante (como si fuera una cerilla) para disparar el proceso.

- Al otro extremo, un depósito cilíndrico o elipsoidal conteniendo deuteruro de litio (es decir, hidruro-2 de litio-6 o hidruro-2 de litio-7), llamado "liddy", en cuyo centro se ubica una barra o elipsoide hueco de Plutonio-239 o Uranio-235 llamado "centelleador", que tiene unos 2,5 cm de diámetro. Este depósito, conocido en el ambiente científico como el "caldero de la bruja", se conoce técnicamente como "secundario".

- Este depósito está envuelto en un blindaje de algún material muy denso como acero al tungsteno o incluso uranio.

- Por los bordes entre el secundario blindado y la cobertura exterior de Plomo está el llamado "canal de radiación", hecho de poliestireno. El poliestireno tiene una curiosa propiedad física: refleja los rayos X en un ángulo de 90°, lo que como se verá más adelante será muy útil.

- Finalmente, entre el primario y el secundario se encuentra un escudo del mismo material que el blindaje del secundario (es de hecho un blindaje adicional del secundario), construido también en uranio, acero o tungsteno. A esto se le denomina "pusher/tamper":

Cuando explota el primario (la bomba atómica), la secuencia de acontecimientos es la siguiente:
- El frente de rayos X blandos (el 80 % de la energía del primario) se escapa a la velocidad de la luz.
- El frente de choque de energía termocinética se escapa mucho más despacio, a 1/300 de la velocidad de la luz.
- El equilibrio térmico en la totalidad del sistema queda establecido muy rápidamente, así que la temperatura y la densidad energética se tornan uniformes en el canal de radiación.
- Una parte de los rayos X emitidos por el primario entran en el canal de radiación lleno de poliestireno, rebotan en ángulo de 90° e inciden directos hacia el centro del secundario, donde se encuentra el centelleador de plutonio.
- El centelleador de Plutonio, ante semejante bombardeo masivo de rayos X (no olvidemos que está a unos pocos decímetros de una bomba atómica explotando) se activa y comienza a emitir a su vez grandes dosis de rayos X. El deuteruro de litio ("liddy") se encuentra ahora entre un flujo neutrónico masivo procedente del canal de radiación que lo envuelve y otro flujo neutrónico masivo procedente de la primera fase de la detonación del centelleador. Por compresión cilíndrica, su diámetro se convierte en 1/30 del original y su densidad se multiplica por mil.
- El centelleador se comprime también y deviene supercrítico, transformándose en una "segunda bomba atómica" en el centro del contenedor de liddy, lo que produce en la práctica una doble onda de choque de radiación X blanda convergente.
- Mientras tanto, el pusher/tamper se vaporiza por la expansión cinético-térmica del primario. Ahora, el liddy comprimido a mucho más de 1000 veces su densidad original por la doble onda de choque es alcanzado por una dosis masiva de radiación térmica.
- Se produce la fusión. Se empiezan a generar grandes cantidades de tritio por la reacción Nr 3 de las que hemos visto al principio, o por la Nr 5 y la Nr 6 mediante los neutrones producidos por la Nr 2, y cantidades enormes de energía. La temperatura sube a 300 millones de K, acelerando fuertemente las reacciones de fusión.
- Antes de que el contenedor se disgregue (20 a 40 nanosegundos) el ciclo se completa, la mayor parte del liddy fusiona convirtiéndose principalmente en helio-4 (helio natural) y neutrones de alta y baja energía que han ido escapando del proceso. La energía liberada puede ascender a más de una milésima parte de la energía total de salida del Sol.
- Además, si el pusher/tamper es de uranio, este, en estado plasmático, se ve ahora atrapado entre las energías procedentes del primario y las del secundario, produciéndose en él una fisión casi perfecta, de altísima eficiencia, que puede llegar a duplicar la potencia de la bomba (proceso de fisión-fusión-fisión).

Existe un límite máximo a la potencia de una bomba así (debido a que el contenedor de liddy no puede ser demasiado grande, porque si no la hidrodinámica de la radiación en su interior se torna asimétrica y el proceso funciona mal): unos 15 megatones. Pero se puede utilizar esta bomba, a su vez, como "primario" de un "secundario" aún mayor, cuya potencia podría llegar a ser de 100 a 1000 veces superior, es decir, en torno a 15 gigatones, es decir, la potencia total de salida del sol durante 40-80 ns. Nunca se han fabricado bombas tan potentes, pero los rusos llegaron a hacer una "de tres etapas", llamada bomba del Zar, cuya potencia teórica superaba los 100 MT (reducida a 50 usando un pusher/tamper de plomo, que absorbe los rayos X y por tanto contamina la reacción, para hacer otras pruebas), y varias que llegaron a ser militarizadas en el rango de los 25 M. Sería teóricamente posible seguir añadiendo etapas, pero a partir de la tercera implica una serie de problemas de homogeneidad térmica y magnetohidrodinámica de muy difícil resolución.
Estados Unidos desarrolló muy tempranamente un programa de bombas termonucleares. El 31 de enero de 1950, inmediatamente después de la primera prueba nuclear soviética, Harry S. Truman declaró públicamente la intención estadounidense de construir una bomba de hidrógeno. Fueron dos esfuerzos paralelos, uno dirigido por Theodore Taylor y otro por J. Carson Mark, ambos en Los Álamos, este último contando con Ulam. Teller declinó participar en la construcción de esta arma. Se fue por la bomba "más potente posible", y a las 01:14:59 (hora local) del 1 de noviembre de 1952 la primera bomba termonuclear detonaba en el Atolón de Enewetak, en el Océano Pacífico. Se llamaba "Mike" y liberó una potencia de 10,4 M. Era la bomba de Carson Mark, que usaba una bomba de fisión TX como primario. Tenía una masa de 82 t. El 77 % de la energía fue liberada por la fisión del pusher/tamper de uranio natural, y solo los 2,4 M restantes por la fusión propiamente dicha. La bomba de Taylor, llamada "King", pesaba solo 4000 kg y era por tanto militarizable. Detonó en otra isla del mismo archipiélago el día 16 a las 11:30 AM, liberando 500 kt de potencia.
No obstante, estas armas presentaban diversos problemas de ingeniería, mantenimiento y actualización; no eran un producto acabado, solo algo para "meter miedo lo más pronto posible". Aunque hubo un arsenal de estas "bombas H de emergencia", Estados Unidos no dispuso de bombas H con normalidad hasta por lo menos 1955, si no 1956. Esto significó que la ventaja tecnológica real con la Unión Soviética en materia de armas nucleares se había perdido.

### Rusia
La Federación Rusa, heredera nuclear de lo que fuera la URSS, es el país, por amplio margen, con el mayor arsenal de armas nucleares del mundo, tanto en activo como en reserva. Conserva las siguientes fuerzas nucleares estratégicas: 450 ICBM de los modelos SS-18 mods. 4, 5 y 6, SS-19 mod. 3, SS-24, SS-25 ,SS-27, , ha desarrollado toda una nueva generación de misiles balísticos, ahora en fase de pruebas, evaluación, y despliegue y construcción SS-X-29,SS-X-28,SS-X-30 y SS-X-31; al menos 17 submarinos lanzadores de SLBM de las clases Delta III (3 activos + 5 en Reserva), Delta IV(6) y Borei(3). Se están desmantelando los Clase Typhoon(1 activo +2 en Reserva) y Delta III (3 desguazándose), conforme se están construyendo nuevas unidades de la clase Borei, con en torno a 200 misiles SS-N-20(retirado),SS-N-18(R-29RM en proceso de retirada), SS-N-23(R-29RMU-1/2 y RMU-2.1 Lainer) y SS-N-30 (R-30,R-47); y unos 256 bombarderos nucleares supersónicos del tipo Tu-95MS16/Tu-142H6 y Tu-160 y Tu-22M3M. El número de ojivas actualmente desplegadas y operacionales en correcto estado de mantenimiento podría oscilar entre un mínimo de 5200 y un máximo de 16 900.
La más reciente adquisición del arsenal ruso es el ICBM Misil SS-27 Topol M capaz de evadir escudos antimisiles y su ojiva puede alcanzar mach 4 o 5 al descenso. También están siendo desplegadas las primeras unidades de los nuevos SS-X-29 Yars, que mejoran un 60% las cualidades antimisiles de su antecesor Topol M, los SS-X-28 Rubezh (ICBM polémico, porque está más en el rango de los IRBM,y digno sucesor del desaparecido SS-20 Saber de la Guerra Fría), los nuevos SS-X-30 Barguzin(desarrollado sobre la base de Yars, sustituirá al SS-24 montado en ferrocarril) y el nuevo SS-X-32 Sarmat(sustituirá al SS-18 Satán).Los vectores más viejos del SS-18,SS-19, y SS-25 serán transformados en vectores de lanzamiento espacial.
Con la desintegración de la URSS, los nuevos países Bielorrusia, Kazajistán y Ucrania se encontraron en su territorio con un importantísimo arsenal nuclear soviético.Ucrania poseía 1880 ojivas estratégicas de SS-19 y SS-24, sus silos y puestos de C3I,700 misiles de crucero, 19 bombarderos Tu-95, y 8 buques y 2 submarinos con armas nucleares de la Flota del Mar Negro con CG en Sebastopol. Bajo presión de Moscú, París y Washington (Acuerdos de Pervomainsk, abril de 1997), se acordó desmantelar su arsenal nuclear (incluyendo misiles SS-19 y SS-24) y transferírselo a la Federación Rusa. Solo los modelos más modernos de SS-24 volvieron a alcanzar el estado operacional hasta 2007, año en que comenzó su desmantelamiento progresivo para ser sustituidos por el SS-X-30 Barguzin. En Chechenia se hallaban algunos misiles(88 Scud-C/D/E) y componentes para entrenamiento, que fueron igualmente transferidos a Rusia bajo auspicios de la ONU en 1999, antes del estallido de la guerra(1999-2002).
En Kazajistán existían 108 silos de SS-18 y 154 misiles, estos fueron desmantelados y los silos destruidos, gracias a la Comisión de Desarme Nunn-Lugar, que aplicando lo firmado en el START I firmado por la URSS en 1991, antes de su desaparición, redujo un total de 5558 ojivas nucleares soviéticas y 1791 estadounidenses. Pero aquellos son viejos tiempos de la Posguerra Fría. Esta finalizaría en 2007, cuando Estados Unidos introduce el concepto estratégico del Escudo Antimisiles, y vuelve a introducir la Guerra en el Espacio. Vladímir Putin denuncia el INF de 1987, cuando previamente Estados Unidos abandona el ABM firmado en 1972, en 2002, previo a la Ocupación de Irak (2003-2011). Con la Anexión de Crimea, Rusia rompe con todos los acuerdos firmados, y el único firmado en tiempos de Dimitri Medvédev (el Nuevo START o START III de 21-12-2010) se ha de revisar en 21-12-2018, nació con muchas condiciones y cláusulas impuestas por el Tratado SORT de 2002, claro triunfo de George W.Bush frente a Vladímir Putin, y el acuerdo ruso-chino-iraní de Damasco(21-11-2011), en los inicios de la Guerra en Siria, para crear un escudo antimisiles conjunto de los países miembros de la OCS,y ha tenido momentos muy críticos, donde Rusia parece haberse movido para abandonar también el ABM, y traspasar los límites impuestos en el Tratado TNP de 1995, con unos protocolos muy concretos, MTCR (Tráfico de Terminales y Misiles de Corto Rango, hasta un máximo de 300 km de alcance), CTBT (Control del Tráfico de Terminales Balísticas) y Tratado del Lecho Marino (de 1968, pero incluido en TNP en 1995 por las presiones francesas), ante la posibilidad de que Taiwán y China entrasen en Guerra en el Mar Amarillo (abril de 1996). Ucrania le vendió a Libia misiles SS-21 por aquellas fechas, y fue un motivo más del nerviosismo francés. También se incluirían los Protocolos de Ginebra contra las Armas Químicas de 1968 al TNP de 1995.Los únicos países que no firmaron (1995) son Siria y Corea del N, este último en la cuerda floja de la ONU desde 1993, y la última potencia nuclear desde 2006.
Sin embargo, el verdadero problema es que tanto Israel, India y Pakistán no han firmado el TNP de 1995, y que Corea del Norte ha abandonado definitivamente el TNP en 2003 y tras las primeras pruebas termonucleares de 2016-2017, la comunidad internacional está francamente preocupada e incluso Estados Unidos no descarta ninguna posibilidad, incluida la militar, para parar la carrera nuclear norcoreana.Rusia tiene unos 20 km de frontera común con dicho país y tiene a 120 km una importante base naval y la hermosa ciudad de Vladivostok, cercana a la base donde Corea del Norte realiza sus pruebas nucleares subterráneas y eso no le gusta nada al Kremlin.
Al igual que los Estados Unidos, los soviéticos comenzaron intentando producir una detonación asimétrica en deuterio líquido (lo que se demostró imposible) y luego en una capa de deuteriuro de litio-6. A diferencia de los estadounidenses, los soviéticos lograron hacer un arma con esta aproximación. El diseño, llamado "Sloika" (un pastel en capas típico de la repostería rusa) fue desarrollada por Sakharov y Ginzburg. A Sakharov se le considera el "padre de la bomba de hidrógeno soviética" y fue otro de los "genios malditos" que luego renunciaron a su obra maestra y lucharon política y científicamente contra ella.
El 12 de agosto de 1953, el dispositivo RDS-6s (Joe-4) detonó en el polígono de Semipalatinsk, liberando 400 kt. Pese a este éxito, algo había fallado. Se esperaba una explosión en el rango de los 2 M. El análisis físico de la misma demostró que solo un 10 % de la energía salió de las reacciones de fusión. Además, se demostró imposible subir la potencia por encima del megatón. El diseño Sloika era en parte un fracaso debido a sus limitaciones que eran mayores que las que tenía la bomba americana y en parte una genialidad ya que debido a su diseño mucho más compacto que la Ivy-Mike les proporcionaba un artefacto ya militarizable. Pero sabiendo que los estadounidenses tenían algo mucho más potente, los 10,4 M de "Mike", volvieron al tablero de diseño. Se cree que fue Davidenko quien "reinventó" el diseño Teller-Ulam, tal y como consta en una carta secreta de Zeldovitch y Sakharov a Yuli Khariton.
La bomba RDS-37 detonó el 22 de noviembre de 1955 en Semipalatinsk, liberando 1,6 M. Su potencia teórica era de 16 M, pero fue reducida deliberadamente mezclando el deuteruro de litio-6 con hidruro de litio normal. La bomba fue lanzada desde un avión y era un producto "militar final", pero debido a un imprevisto detonó debajo de una capa de inversión térmica. Esto causó un "rebote" de buena parte de la energía hacia el suelo, extendiendo enormemente el área de devastación y matando a tres personas.
La Bomba del Zar creada por la URSS fue detonada el 30 de octubre de 1961, a 4 km de altitud sobre Nueva Zembla, un archipiélago ruso situado en el océano Ártico. La lanzó un bombardero Tupolev Tu-95 modificado. Su potencia nominal era de 100 megatones, pero fue reducida utilizando litio 6, a los 58 megatones con los que detonó finalmente. La bola de fuego rozó el suelo y se transformó en el artefacto explosivo más potente de la historia humana.

### Francia
Francia ha desmantelado todas sus fuerzas nucleares con base en tierra (force de frappe) que mantenía en la meseta de Albión, al norte de Marsella, y actualmente la columna vertebral de su fuerza atómica se halla en sus submarinos (force stratégique océanique). Dispone de misiles SLBM/MRBM de los tipos M4B, M45 y M51 en sus submarinos de las clases L'Inflexible y Triomphant. Adicionalmente, disponen de un número desconocido de misiles aire-superficie de alcance intermedio ASMP con ojiva nuclear para su comando estratégico aéreo formado por aviones Dassault Mirage 2000 en los modelos 2000N/2000D y Dassault Rafale.
A diferencia del resto de potencias, que fueron directamente por la bomba termonuclear (si bien detonaron algunas de tercera generación en el proceso), Francia desarrollaría la ojiva misilística MR-41, de tipo fisión amplificada, entre 1969 y 1971. Entre 1972 y 1992 tuvo la bomba AN-52.
Paralelamente, a partir de 1968 había empezado un desarrollo de bombas-H, que necesitó de al menos 21 pruebas a lo largo de 8 años. La ojiva TN60 (y su inmediata sucesora la TN61) fue transferida al Ejército el 24 de enero de 1976, y entró en servicio a bordo de los submarinos nucleares a principios de 1977. La TN-60/61 fue sustituida por la actual TN-70/71 (de "cuarta generación y media") entre 1985 y 1987.
Desarrollaron la TN-80/81 para sus misiles aéreos ASMP, desplegadas entre 1977 y 1984. La TN-75, para el misil de lanzamiento submarino M-4A y M41 que usan actualmente, era ya de 5.ª generación.
Francia destacó en sus últimas pruebas nucleares realizadas en los atolones de Mururoa y Fangataufa(Océano Pacífico) entre 1995 y 1996. También destacó porque atacó al buque ecologista Rainbow Warrior de Greenpeace en aguas internacionales cercanas a Nueva Zelanda , y también al Rainbow Warrior II, creando un clima internacional favorable al antimilitarismo, que decayó por completo con la Ocupación Norteamericana de Irak(2003-2011), y la tendencia pacifista ecologista, ha vuelto a entrar en crisis con la llegada de Donald Trump a la Casa Blanca.
El nuevo misil submarino M51, de próximo despliegue, usará la "ojiva de nuevo concepto" (o sea, quinta generación y media o quizás incluso sexta) llamada TNO. Está en elaboración también un nuevo misil aire-superficie llamado ASMPA, con una ojiva de similar tecnología.
Actualmente se especula que Francia tenga un máximo de 300 a 400 ojivas nucleares operativas.

### China
El estado de las fuerzas nucleares chinas podría calificarse de "evolutivo". No parece que pongan gran interés en desplegar grandes cantidades de armas, sino que más bien parecen estar experimentando con lo que tienen. En todo caso, China dispone de al menos 24 misiles ICBM del tipo DF-5 con ojivas singularmente potentes (lo que arrojaría dudas sobre su precisión), y está terminando de trabajar con el nuevo DF-31/DF-41. Además dispone de 24 misiles MRBM/SLBM en sus submarinos clase Xia, y de un número probablemente elevado de ojivas para uso táctico en misiles de corto alcance y aviones. Se asume que un cierto número de unidades de su fuerza aérea está preparada para emplear armamento nuclear. El total se estima entre un mínimo absoluto de 70 y un máximo de 250 a 280 ojivas nucleares operativas y desplegadas, y aún sigue en aumento.
Sorprendentemente, solo transcurrieron 32 meses entre la primera prueba nuclear china y su primera bomba termonuclear. Se trataba del "arma nº 6", lanzada desde un avión, y detonó el 17 de junio de 1967 en Lop Nor, liberando 3.3 MT. El dispositivo contenía U-235, deuterio, litio-6 y U-238. Un concepto bien extraño: un arma termonuclear que prescindía del plutonio en su diseño.

### Reino Unido
Al igual que Francia, el Reino Unido ha optado por mantener su fuerza nuclear en el mar y en los bombarderos. En teoría dispone de submarinos estratégicos clase Vanguard, armados con misiles Trident II D5. Adicionalmente, podría disponer de algunas bombas y misiles de corto alcance con ojiva nuclear para los cazabombarderos Panavia Tornado GR.4. Se le calcula un máximo de 250 ojivas nucleares desplegadas y operacionales.
Los EE. UU. suministraron al Reino Unido la tecnología para fabricar una bomba termonuclear. Hasta tal punto es así que la primera bomba H inglesa, llamada Yellow Sun Mk1 (detonada en noviembre de 1957), era idéntica a uno de los "diseños de emergencia" del programa estadounidense mencionado anteriormente. A partir de 1958, el Reino Unido adoptaría simplemente copias idénticas del modelo estadounidense Mk-28, con un megatón de potencia, que constituirían el núcleo de las fuerzas nucleares británicas hasta 1972 (cuando fueron reemplazadas por las actuales WE-177 de "cuarta generación y cuarto". Está en estudio una nueva ojiva de "quinta generación y cuarto".

### India
India dispone de pocos misiles balísticos intercontinentales, con un radio de alcance de cerca de 5000 km, que pueden llegar a algunos países de Europa del Este. Se le calcula un máximo de 200 ojivas nucleares en sus misiles Prithvi y Agni; este último con 2000 km de alcance. India dispone, además, de aviones rusos y franceses que podrían "entregar" bombas atómicas con pequeñas modificaciones, como el MiG-27; aunque en principio no existirían mayores inconvenientes en alterar algunos elementos de su fuerza aérea compuesta por Sukhoi Su-30MKI, MiG-29 y Mirage 2000 para lanzar diversos tipos de armas atómicas.
Después de un larguísimo período sin pruebas nucleares, y manteniendo los preparativos en secreto para todo el mundo, India realizó su primera prueba termonuclear, llamada "Shakti-1", a las 10:13 del 11 de mayo de 1998. La potencia no superó los 30 Kt, probablemente debido a un fallo parcial del secundario. Esta y otras 4 pruebas de armas atómicas de fisión, propiciaron la decisión pakistaní de iniciar sus pruebas nucleares, con armas de fisión, dos semanas después.

### Israel
Israel ha declarado tener armas nucleares, pero al no dejar entrar las salvaguardias de la OIEA en su país nunca se comprobó esto. Las declaraciones de algunos de sus dirigentes, como por ejemplo las del primer ministro Ehud Ólmert, daban a entender claramente que sí que poseían e incluso los Estados Unidos reconocen que las tienen. A finales de los años 1990 la comunidad de inteligencia estadounidense calculaba que Israel disponía de entre 75 y 130 armas nucleares para su aviación y sus misiles basados en tierra Jericó-1 y Jericó-2. Actualmente se cree que tiene entre 100 y 200 ojivas nucleares desplegadas y operacionales, aunque algunas fuentes elevan la cifra a 400. Israel podría disponer de al menos 12 misiles de crucero de alcance intermedio con ojiva nuclear del tipo Popeye Turbo (sic), instalados en uno de sus submarinos Dolphin de fabricación alemana.

### Otros países
- Ucrania

Ucrania alcanzó el sueño del desarme en 2001. En Nicolaiev, el 30 de octubre de 2001, ocho niños ucranianos demolieron el último silo de lanzacohetes nuclear SS-24. Este silo N.º 46 de Nikolaiev ha sido el último que le quedaba al Ministerio de Defensa de la Ucrania.
- Pakistán

Pakistán constituye la única potencia nuclear islámica. El programa pakistaní es extremadamente secreto, y lo único que se sabe con certeza es que debe utilizar para sus armas uranio altamente enriquecido (HEU) en vez de plutonio, pues carece de reactores nucleares generadores de plutonio. Hasta hace poco, se estimaba que poseía unas 50 armas a lo sumo, pero informaciones recientes dan cuenta de que ha doblado su arsenal y que ahora podría contar con hasta 100 armas nucleares; especulándose con que está intentando purificar tritio. Estas ojivas estarían desplegadas en sus misiles de alcance intermedio Ghauri-III, y quizás en algunas unidades de su fuerza aérea, particularmente en sus A-5 Fantan, un derivado del Q-5 Nanchang chino.
- Corea del Norte

Alcance probable de los misiles norcoreanos

El estado del programa nuclear de Corea del Norte es muy confuso. El 24 de abril de 2003 representantes del gobierno norcoreano declararon, en unas charlas bilaterales con Estados Unidos realizadas en Pekín, que disponían de armas nucleares, y EE. UU. dio por buena esta afirmación, aunque para entonces todavía no habían realizado pruebas conocidas. Cabe decir que en el país hay importantes minas de uranio y varias centrales nucleares. Corea del Norte dispone de un pequeño programa espacial, que le ha permitido desarrollar los misiles Nodong y Taepodong-1 (TD-1), de alcance intermedio, y Taepodong-2 (TD-2), de largo alcance. No se cree que tenga más allá de un número reducido de ojivas nucleares.
El 10 de febrero de 2005, Corea del Norte declaró que poseía armas nucleares. El 5 de julio siguiente suscitó inquietud internacional tras probar varios misiles, que cayeron en el Mar del Japón. Uno de ellos era un cohete intercontinental Taepodong-2. El 9 de octubre de 2006 Corea del Norte anunció que acababa de llevar a cabo con éxito una prueba nuclear. El Centro de Datos del Tratado de prohibición parcial de ensayos nucleares confirmó en Viena que su sistema de vigilancia registró una explosión no especificada de magnitud 4 en Corea del Norte. Este hecho provocó el rechazo inmediato la comunidad internacional incluyendo los países del grupo de trabajo para la no proliferación de armas nucleares en Corea del Norte (China, Rusia, Japón, Estados Unidos y Corea del Sur). Nuevas pruebas realizadas en mayo de 2009 (un test subterráneo y el lanzamiento de tres misiles de corto alcance en menos de doce horas) han supuesto un aumento de la tensión en Extremo Oriente. La reacción de Corea del Sur y Japón fue inmediata, solicitando al Consejo de Seguridad de las Naciones Unidas la adopción de medidas punitivas contra Pionyang. La gravedad de la situación y la desafiante actitud norcoreana motivó una declaración de enérgica protesta del Consejo de Seguridad de la ONU, e incluso países de tradición comunista, como Rusia, consideraron "inevitable" la adopción de medidas contundentes contra el régimen norcoreano. El 10 de junio de 2009, los cinco países miembros del Consejo de Seguridad de las Naciones Unidas (más Japón y Corea del Sur) acordaron el borrador de las sanciones a Corea del Norte.
- Sudáfrica

Sudáfrica fue uno de los primeros países que construyó armas nucleares y después renunció a ellas. Sudáfrica construyó al menos diez bombas atómicas de uranio enriquecido, y sus primeras pruebas fueron en 1977. Después las destruyó junto con los planos. Las instalaciones han sido desmanteladas y están bajo control de la IAEA. Sudáfrica dispone de al menos un misil de alcance intermedio.[cita requerida]
Países acusados de desarrollar un programa nuclear militar:
- Irán.

Tanto el presidente (en funciones) Hasán Rouhaní como el Líder supremo de Irán, el ayatolá Seyyed Alí Jameneí, han manifestado la oposición de Irán a la bomba atómica y han defendido la desnuclearización. Sin embargo, el desarrollo de su industria nuclear lleva a algunos países a acusar a la República Islámica de preparar un programa armamentístico. Irán enriquece uranio al 20 %, nivel suficiente para usos médicos, y desarrolla un programa balístico similar al indio. Las acusaciones sobre el carácter militar del programa iraní, dadas las importantes implicaciones geopolíticas, han generado serias crisis diplomáticas (2005-2007, 2011-2013) y diversas medidas de bloqueo económico del país a iniciativa estadounidense, israelí y europea.
Países con antecedentes nucleares
- España

En 1963 Franco encargó la preparación de un estudio de factibilidad sobre la construcción de armas nucleares (véase Proyecto Islero). El Incidente de Palomares, de 1966, al perder un B-52 estadounidense sobre territorio español cuatro bombas de hidrógeno, supuso un nuevo impulso al proyecto.
El primer documento oficial donde se reconoce la capacidad española para fabricar la bomba atómica data de 1967, y se trata de una circular interna del Ministerio de Asuntos Exteriores a varias de sus embajadas en el extranjero. Para entonces España disponía de la tecnología necesaria, reservas de uranio, y  —al menos en parte— una copia del detonador de la primera bomba que recuperaron en Palomares, además de una zona de prueba (zonas desérticas del Sahara español).
Debido a la posesión británica de Gibraltar y a las amenazas marroquíes contra el Sahara Español y las plazas de Ceuta y Melilla, los sucesivos gobiernos hispanos se negaron a firmar el Tratado de No Proliferación Nuclear (TNP) desde 1968.
En 1976, el ministro de Asuntos Exteriores Español, José María de Areilza, volvió a reconocer que España estaría en condiciones de fabricar la bomba «en siete u ocho años si nos pusiéramos a ello. No queremos ser los últimos en la lista».
El asesinato del almirante Carrero Blanco, principal impulsor del proyecto nuclear español, y la presión de la Administración de Carter, hizo que España renunciara al proyecto atómico, firmando el Tratado de No Proliferación Nuclear en 1987, a pesar de que los planes llegaron a un estado muy avanzado. (Véase Uso militar de la energía nuclear en España)
- Japón

- México

En México se inició en junio de 2006 un programa de desarrollo nuclear "proyecto RCMS" con fines pacíficos, este programa traería con inicio la primera detonación nuclear en la historia de México, pero este proyecto fue cancelado porque México forma parte de los países que firmaron el Tratado de No Proliferación Nuclear. Cuenta con grandes yacimientos de uranio como en Chiapas, la SEDENA y la SENER reportan alrededor de 6 toneladas producidas de plutonio. Anteriormente en 1986, México tenía planeado crear un programa nuclear, pero fue cancelado debido a problemas financieros en esos tiempos, ya que invertiría unos 30 000 millones de dólares, en esos tiempos, México ya gozaba de energía nuclear con la Planta Nuclear Laguna Verde situada en el Estado de Veracruz.

## Confusión con otro tipo de armamento que emplea material radiactivo

### Bomba sucia
Este tipo de armas es más accesible que las armas nucleares por su diseño mucho más sencillo, aunque con un elevado daño potencial para las personas que la sufran. Sin embargo, este tipo de arma bélica no se puede calificar como bomba nuclear o atómica, ya que no hace uso de reacción nuclear explosiva alguna. Lo único que tienen en común las bombas sucias y las bombas nucleares es el uso de elementos radiactivos en su dispositivo.[cita requerida]

#### Munición de uranio
Utilizada por los ejércitos actualmente, no se considera bomba sucia, pues se afirma que no tiene efectos radiactivos. Esta afirmación es discutible porque veteranos de combate que han utilizado y manipulado esta munición han sufrido intoxicaciones por radiación[cita requerida], y también existen investigaciones que prueban que los lugares que fueron escenario del uso de este tipo de munición están contaminados con radiactividad.[cita requerida]
Se trata de munición fabricada a partir del aprovechamiento del uranio empobrecido resultante del enriquecimiento de uranio para los usos civiles de la energía nuclear. Una de las ventajas que aporta el uranio empobrecido en los proyectiles es su elevada densidad como material (mayor que la del plomo), lo que facilita su poder de penetración. Otra es su carácter incendiario, ya que puede alcanzar los 600°C espontáneamente. Esto provoca que al penetrar en el objetivo tras el impacto, el proyectil arda instantáneamente incendiando todo lo que está a su alrededor (por ejemplo, la tripulación de un carro de combate y toda su carga explosiva).[cita requerida]
Un efecto colateral del uso de uranio empobrecido procedente de combustible nuclear reprocesado (y no del sobrante del enriquecimiento de uranio) es que contiene trazas de plutonio, un material altamente radiactivo que provoca cáncer y enfermedades severas a los humanos que entren en contacto con él. Los ejércitos que han usado en sus arsenales este material (como por ejemplo el Ejército de Estados Unidos) han reconocido la presencia de trazas de plutonio en sus proyectiles a la vez que se han comprometido a tomar medidas para evitar la contaminación radiactiva tras su uso.

## Galería

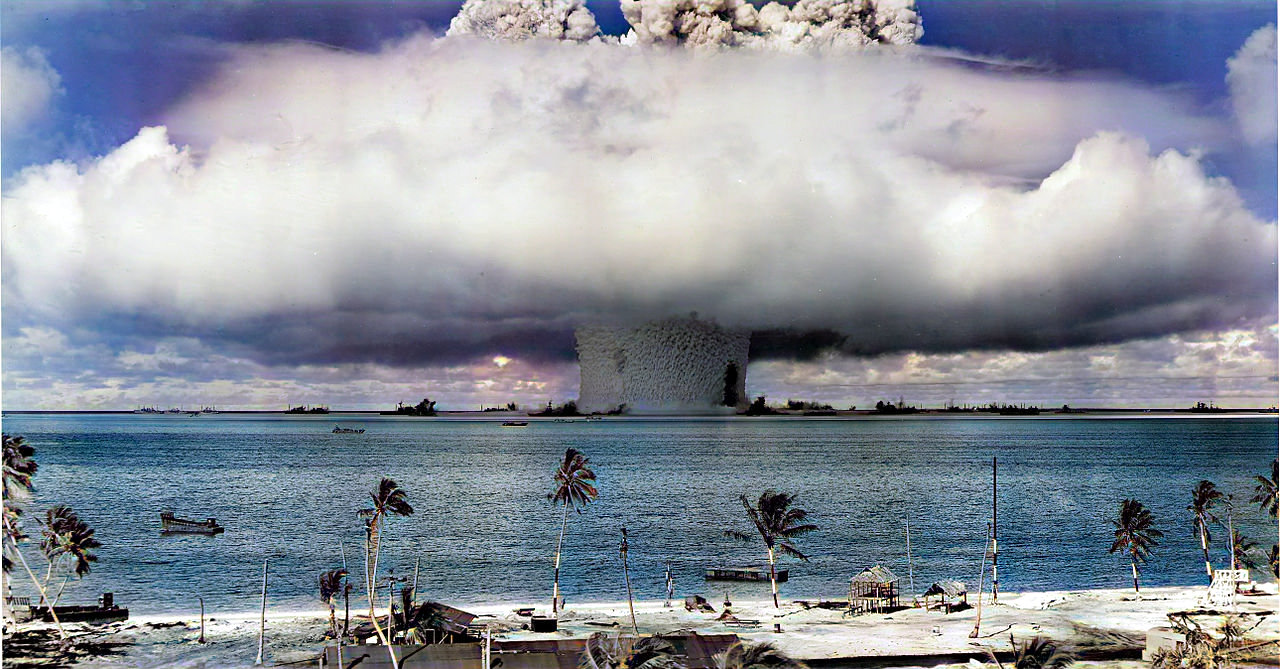
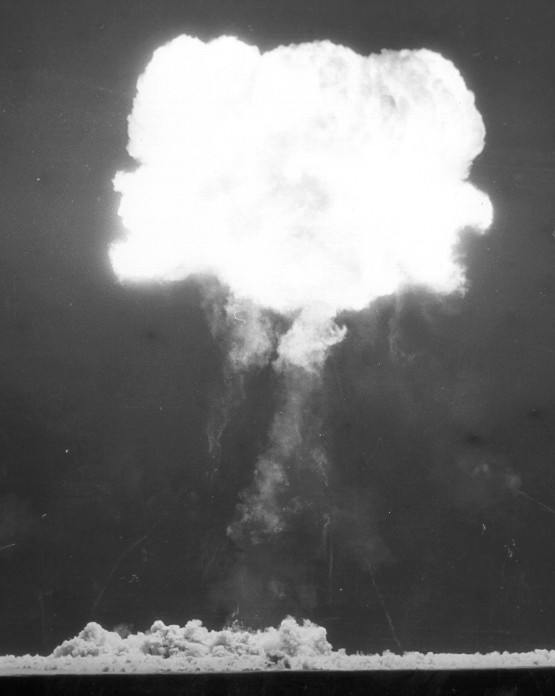
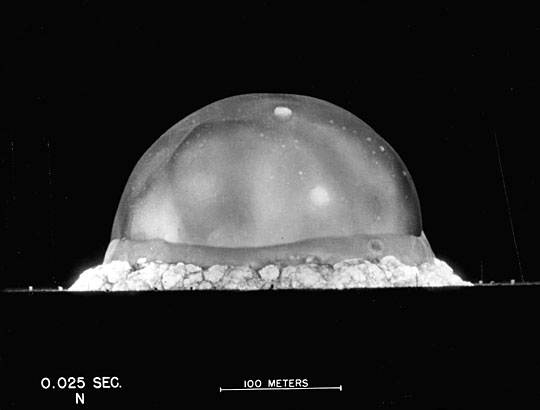
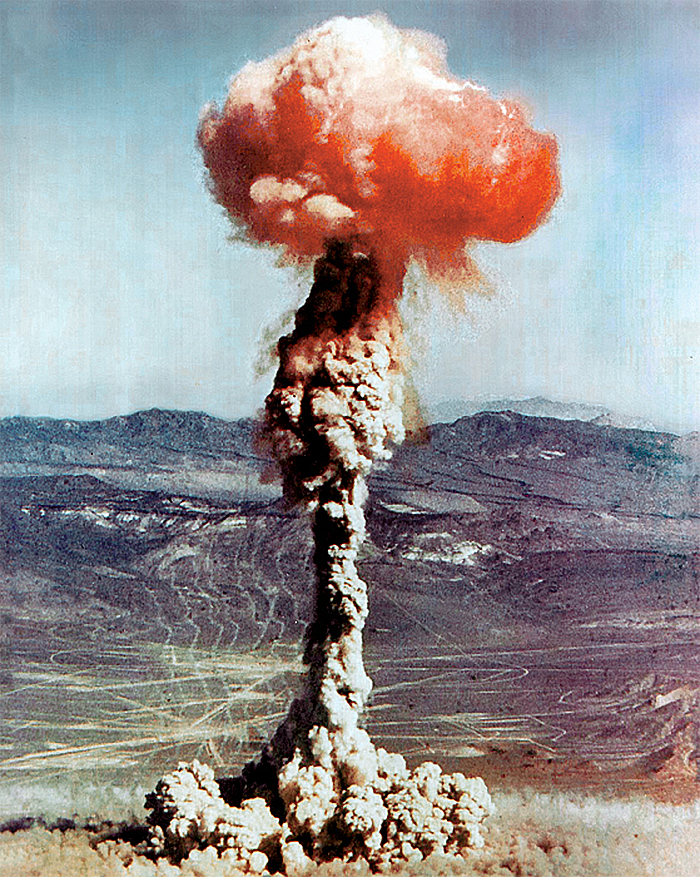
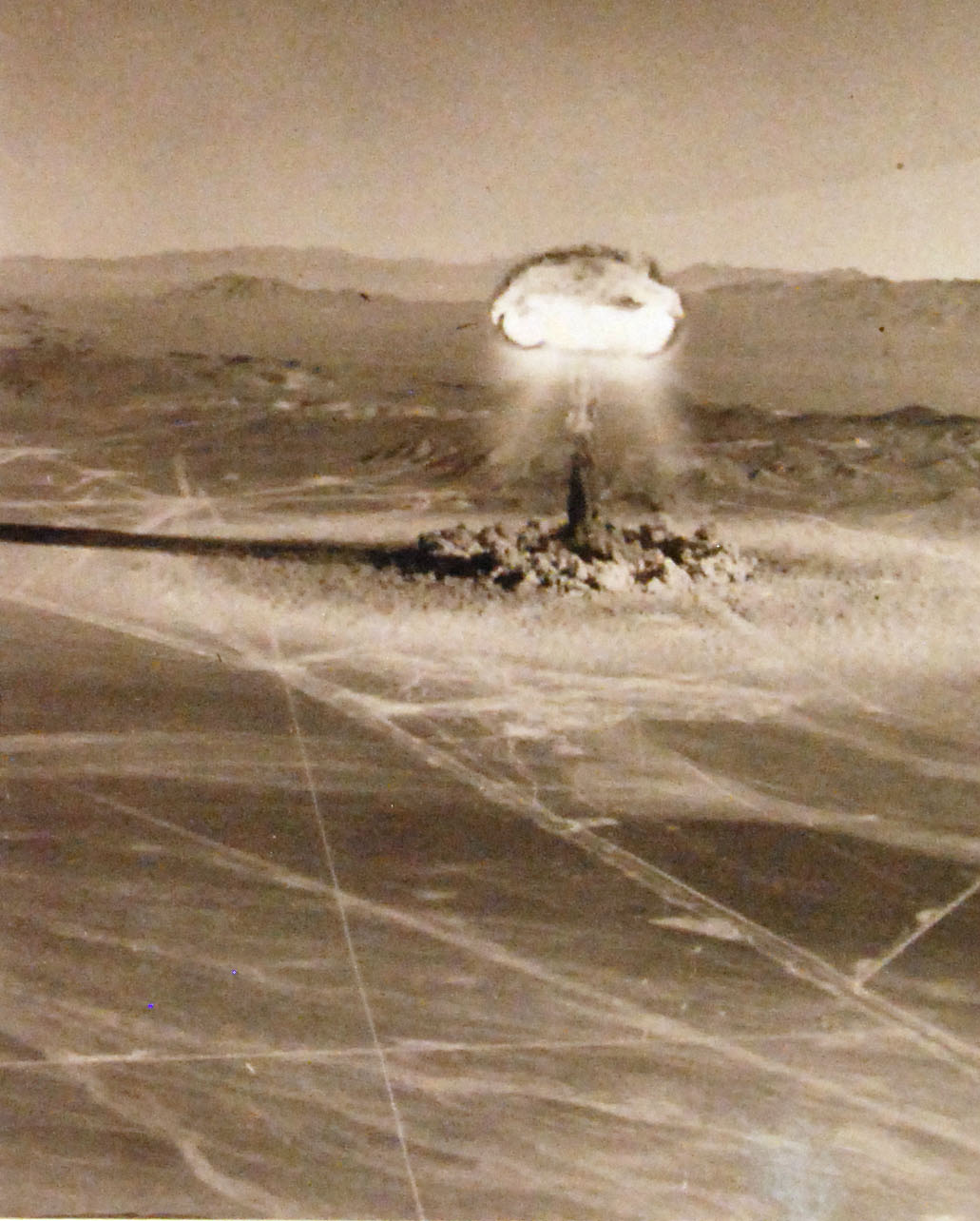
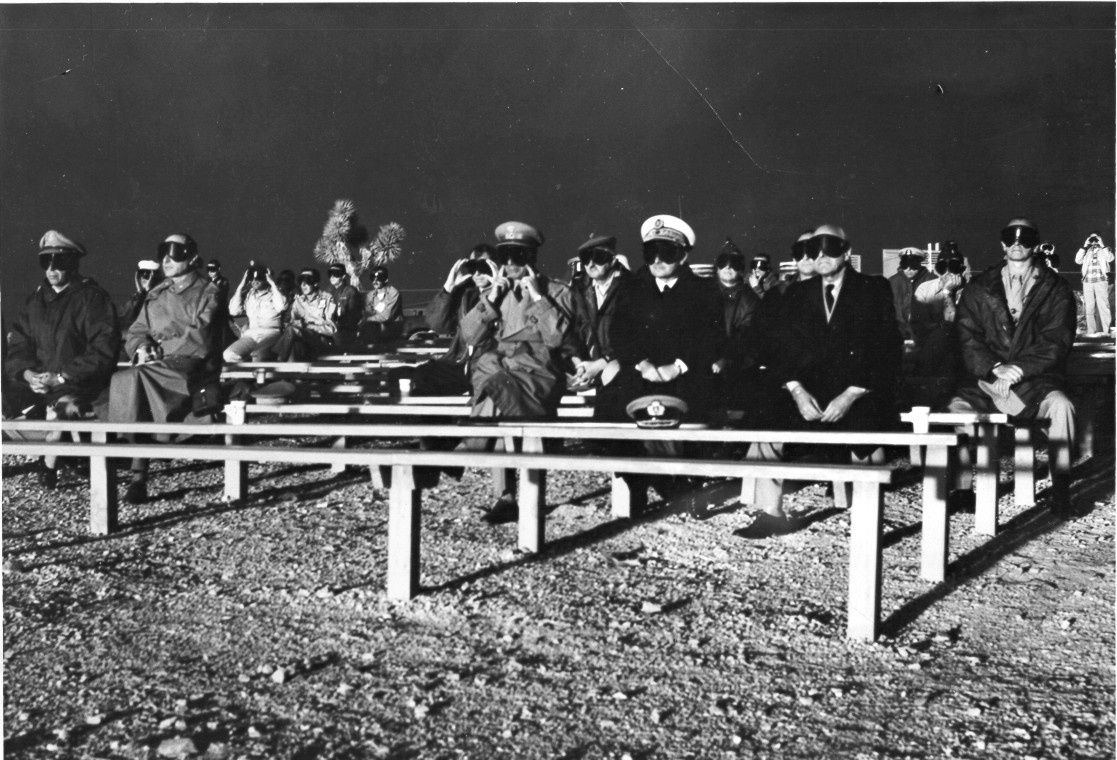
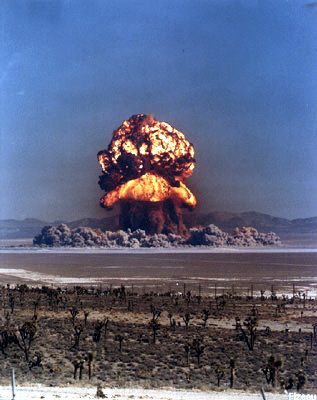

## Explosiones de bombas nucleares más importantes en la historia
| Nombre         | País productor                  | País de detonación | Potencia  | Fecha                    | Tipo                    | Características                                     | Ubicación                         |
| -------------- | ------------------------------- | ------------------ | --------- | ------------------------ | ----------------------- | --------------------------------------------------- | --------------------------------- |
| Trinity        | Estados Unidos                  | Estados Unidos     | 19 Kt     | 16 de julio de 1945      | Torre de 30 metros      | Primera bomba atómica                               | Los Álamos, Nuevo México          |
| Little Boy     | Estados Unidos                  | Japón              | 16 Kt     | 6 de agosto de 1945      | Aérea a 548 metros      | Primera bomba atómica usada en ataque               | Hiroshima                         |
| Fat Man        | Estados Unidos                  | Japón              | 21 Kt     | 9 de agosto de 1945      | Aérea a 503 metros      | Segunda bomba atómica usada en ataque               | Nagasaki                          |
| RDS-1          | Unión Soviética                 | Unión Soviética    | 22 Kt     | 29 de agosto de 1949     | Torre a 30 metros       | Primera bomba atómica soviética                     | Semey                             |
| Hurricane      | Reino Unido                     | Australia          | 25 Kt     | 3 de octubre de 1952     | Acuática a –3 metros    | Primera bomba atómica británica                     | Islas Montebello                  |
| Ivy Mike       | Estados Unidos                  | Islas Marshall     | 10 Mt     | 31 de octubre de 1952    | Sobretierra             | Primera bomba termonuclear                          | Atolón Enewetak                   |
| Ivy King       | Estados Unidos                  | Islas Marshall     | 500 Kt    | 14 de noviembre de 1952  | Aérea de 173 metros     | Bomba de fisión más poderosa                        | Atolón Enewetak                   |
| RDS-6s         | Unión Soviética                 | Unión Soviética    | 400 Kt    | 12 de agosto de 1953     | Torre a 30 metros       | Primera bomba atómica termonuclear soviética        | Semey                             |
| Castle Bravo   | Estados Unidos                  | Islas Marshall     | 15 Mt     | 28 de febrero de 1954    | Sobretierra a 28 metros | Segunda bomba más poderosa de EE. UU.               | Atolón Bikini                     |
| Grapple X      | Reino Unido                     | Kiribati           | 1,8 Mt    | 8 de noviembre de 1957   | Aérea a 2250 metros     | Primera bomba termonuclear británica                | Kiritimati                        |
| Gerboise Bleue | Francia                         | Argelia            | 65 Kt     | 13 de febrero de 1960    | Globo a 105 metros      | Primera bomba atómica francesa                      | Reggane                           |
| Bomba del Zar  | Unión Soviética                 | Unión Soviética    | 50 Mt     | 30 de octubre de 1961    | Aérea a 4000 metros     | Bomba más poderosa del mundo                        | Nueva Zembla                      |
| 596            | China                           | China              | 22 Kt     | 16 de octubre de 1964    | Sobretierra             | Primera bomba atómica china                         | Lop Nor                           |
| N.º 6          | China                           | China              | 3,3 Mt    | 17 de junio de 1967      | Aérea a 2960 metros     | Primera bomba termonuclear china                    | Lop Nor                           |
| Canopus        | Francia                         | Polinesia Francesa | 2,6 Mt    | 24 de agosto de 1968     | Globo a 520 metros      | Primera bomba termonuclear francesa                 | Fangataufa                        |
| Smiling Buddha | India                           | India              | 8-20 Kt   | 18 de mayo de 1974       | Subterránea             | Primera bomba atómica india                         | Pokhran                           |
| Incidente Vela | Israel Sudáfrica (posiblemente) | Sudáfrica          | 2-3 Kt    | 22 de septiembre de 1979 | Acuática                | Posible primera bomba atómica israelí y sudafricana | Océano Índico al sur de Sudáfrica |
| Chagai-I       | Pakistán                        | Pakistán           | 40 Kt     | 28 de mayo e 1998        | Subterránea             | Primera bomba atómica pakistaní                     | Chagai                            |
| ?              | Corea del Norte                 | Corea del Norte    | 0,48-1 Kt | 9 de octubre de 2006     | Subterránea             | Primera bomba atómica norcoreana                    | Kilju                             |
| ?              | Corea del Norte                 | Corea del Norte    | 50-120 Kt | 3 de septiembre de 2017  | Subterránea             | Primera bomba termonuclear norcoreana               | Kilju                             |